# Youssef El Akchaoui
Youssef El Akchaoui (Dordrecht, 18 febbraio 1981) è un ex calciatore marocchino, di ruolo difensore.

## Carriera

### Club

#### Inizi, Excelsior e Union Berlino
Nato a Dordrecht, in Olanda, El Akchaoui inizia a giocare a calcio per la squadra locale di Alblasserdam, prima di essere prelevato dalle giovanili del Feyenoord a 12 anni. Non trovando posto in prima squadra, nel 2000 il Feyenoord lo cede all'altra squadra di Rotterdam, l'Excelsior dove invece ha modo di scendere in campo 40 volte in campionato in due annate.
Nel 2002 l'Excelsior lo manda in prestito per una stagione all'Union Berlino dove fa comunque fatica ad emergere.

#### ADO Den Haag
In seguito all'esperienza in Germania, nel 2003 il marocchino viene acquistato dall'ADO Den Haag. Dopo una prima stagione di assestamento, in cui gli viene preferito Mirano Carrilho, dalla stagione 2004-2005 è il terzino sinistro titolare dei giallo-verdi, di cui diventa pure un idolo della tifoseria. Rimasto anche per l'Eredivisie 2005-2006, a fine anno il giocatore e la società non trovano l'accordo per il rinnovo ed El Akchaoui lascia quindi L'Aia dopo 83 presenze e due reti in campionato in tre annate.

#### N.E.C.
Rimasto svincolato, nel 2006 si aggrega al N.E.C. Nella prima stagione soffre la concorrenza di Jeffrey Leiwakabessy ed è coinvolto in vari litigi in spogliatoio e allenamento. Con la partenza di Leiwakabessy, nel 2007-2008 il marocchino diventa il terzino sinistro titolare, tanto che nell'agosto 2008 rinnova il contratto fino al luglio 2011. Dopo l'addio alla squadra di Peter Wisgerhof, El Akchaoui diventa il capitano del N.E.C., anche se prima dell'inizio dell'Eredivisie 2009-2010 cede la fascia al portiere Gábor Babos.

#### Augusta
Nel gennaio 2010 viene annunciato che sarebbe stato liberato dal N.E.C. a parametro zero. Lasciata quindi Nimega, il giocatore torna in Germania, aggregandosi per sei mesi in prestito all'Augusta, in seconda serie tedesca.

#### Heerenveen, VVV-Venlo e NAC Breda
Nel luglio 2010 firma un contratto con l'Heerenveen ma, non trovando spazio, vi rimane per sei mesi, fino a quando viene ceduto in prestito nel gennaio 2011 al VVV-Venlo. Tornato in Frisia per la stagione 2011-2012, ma a gennaio 2012 viene prestato nuovamente in un'altra squadra di Eredivisie, questa volta il NAC Breda.

#### Ritorno all'Excelsior e ultime esperienze
All'inizio di dicembre 2012 annuncia la risoluzione del suo contratto con l'Heerenveen a partire dal 1º gennaio 2013. Da quella data a giugno 2013 fa ritorno all'Excelsior, club che lo ha lanciato tra i professionisti dal 2000 al 2003, che questa volta milita in seconda divisione olandese.
Dopo un anno tra i dilettanti dell'Haaglandia, nell'estate 2014 trova un accordo con gli amatori del DRL, club allenato dal fratello Driss, dove nel 2015 termina la sua carriera nel calcio giocato.

### Nazionale
Nel 2002 gioca una partita con l'Olanda under-21. Il 20 agosto 2008 El Akchaoui viene convocato dal c.t. Roger Lemerre e scende in campo per la prima volta con la maglia del Marocco, nel corso di un'amichevole internazionale a Rabat contro il Benin. Il 19 novembre 2008 si ripete in un'altra partita amichevole giocata a Casablanca contro lo Zambia.